# 水清沟站
水清沟站是青岛地铁1号线的地铁车站，位于中华人民共和国山东省青岛市市北区四流南路与金华路交叉口，于2021年12月30日开通。

## 车站结构
水清沟站位于四流南路与金华路交叉口，沿四流南路设置，呈南北走向，为地下两层岛式站台车站，车站长223.5米，标准段宽24.2米，车站地下一层为站厅层，地下二层为站台层，站台设置全高站台门。车站北侧设有一条单渡线。
| 地面              | 出入口 | A、B出入口                                                                                            |
| 地下一层          | 站厅   | 客服中心、自动售票机、验票机                                                                          |
| 地下二层          | 站台   | \| \| \| 1号线往王家港（北岭） \| \| 島式 · 開左邊车门 \| \| \| \| \| \| 1号线往东郭庄（中心医院） \| |
|                   |        | 1号线往王家港（北岭）                                                                                 |
| 島式 · 開左邊车门 |        | |
|                   |        | 1号线往东郭庄（中心医院）                                                                             |

## 出入口
水清沟站共设2个出入口，各出口及周围设施如下所示：
| 编号                | 指示                     | 建议前往的目的地                         | 图片 |
| ------------------- | ------------------------ | ---------------------------------------- | ---- |
| A · 出口 · （设有） | 四流南路(西)，金华路(南) | 青岛北岭山森林公园                       |      |
| B · 出口            | 四流南路(西)             | 青岛四流南路第一小学，青岛启元学校东校区 |      |
| 图例： 设有         |                          |                                          |      |

## 接驳交通

### 公交车
- 四流南路萍乡路：5路，24路，30路，224路，302路，309路，325路，362路，367路，371路，609路
- 四流南路金华路：5路，7路，24路，30路，224路，302路，309路，325路，362路，367路，371路，416路，609路，637路

## 车站历史
本站工程名与正式站名均为水清沟站，以车站所处的水清沟街道命名。
- 2021年12月30日，车站随1号线南段通车开通[1]。